# اضطرابات نمائية شاملة غير محددة
تعتبر هي إحدى الحالات الثلاث من مرض طيف التوحد (ASD) بالإضافة لاعتباره واحدا من الحالات الخمسة المصنفة على انها اضطرابات نمائية شاملة (PPD)، ووفقا للدليل التشخيصي والإحصائي للإضطربات النفسية فأن تشخيص هذا الاضطراب يستخدم للحالات التي تعاني من ضعف حاد في التواصل الاجتماعي أو ضعف في مهارات التواصل اللفظية وغير اللفظية أو ممارسة السلوك النمطي والاهتمامات والانشطة الحالية ولكن معايير هذا الاضطراب لا تتطابق مع معايير الاضطرابات النمائية الشاملة أو عدة اضطربات أخرى، وغالباً ماتسمى الاضطرابات النمائية غير الشاملة بالتوحد اللانمطي لانها لا تستوفي معايير اضطربات التوحد مثل تأخر سن بداية أو الاعراض غير النمطية أو واحدة منهما ويعتبر هذا الاضطراب الأكثر اعتدالاً من اضطراب التوحد النموذجي وهذا لا يعتبر صحيح دوما في حين أن بعض الخصائص قد تكون معتدلة وقد تكون الخصائص الأخرى أكثر حدة لان الاضطراب النمائي الشامل يؤدي إلى اضطراب نقص الانتباه مع فرط الحركة.

## العلامات والأعراض
من الشائع جدًا لدى مرضى الاضطربات النمائية غير الشاملة قدرة التواصل مع المجتمع الخارجي. ولكن هناك خلل في المستوى الفكري لديهم مقارنة مع مرضى الاضطرابات الأخرى، مثل PDDs.
اعراض المصابين بالاضطربات النمائية الشاملة غير المحددة هي:
- صعوبة التواصل مثل صعوبة الفهم أو صعوبة في تركيب جملة لفظية.
- صعوبة في تقبل تغير الروتين أو البيئة المحيطة به.
- نمو متفاوت في المهارات فيصبح المريض قوي في بعض المهارات وضعيف في مهارات الأخرى.
- اللعب غير الاعتيادي في الألعاب وغيرها من الأشياء.
- تكرار حركات الجسم أو تكرار نمط سلوك معين.

## التشخيص

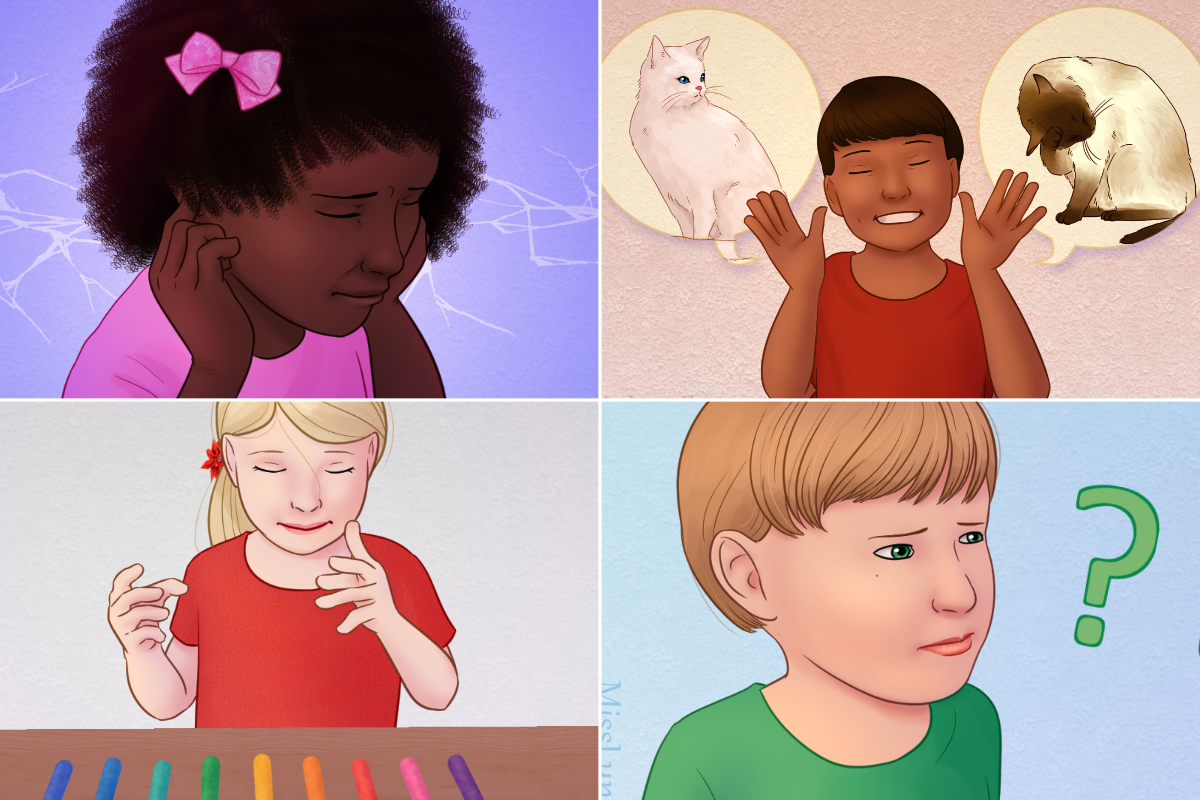
أربع صور تصور أطفالاً مصابين بالتوحد: فتاة تغطي أذنيها بسبب الحساسية السمعية، صبي يتحدث بشغف عن مادته المفضلة (القطط)، فتاة تصطف على الأشياء وتنقر بأصابعها (التحفيز)، صبي يشعر بالارتباك

يعد تشخيص هذه الحالة قديما بعض الشيء، ولم يعد يعتبر من اضطرابات طيف التوحد، ولا من (DSM-5) بل يتم تضمينها من ضمن (ICD-10) تشخيص حالة مرضى اضطرابات النمو النمائية، ويعطى للأشخاص الذين لديهم صعوبة في التفاعل أو التفاعل الاجتماعي، ولكن لا تتطابق مع مرضى (DSM-IV) أو مرضى التوحد للاضطربات الأخرى، وهذا يعني انه ليس من الضرورة ان مصابي الاضطرابات النمائية غير الشاملة ان تكون حالة عجزهم أو اضطراباتهم اخف مقارنة بالاضطرابات الأخرى بل من الضروري ان لا تتطابق تشخيصات هذا المرض مع تشخيص الاضطرابات الأخرى. وهذا الاضطراب يؤثر على ثلاثة جوانب: وهي التواصل مع الآخرين والحالة الاجتماعية والحالة السلوكية.
وكغيره من الاضطربات النمائية الأخرى يشخص الاضطراب النمائي غير الشامل كأي اضطراب آخر يتطلب تدخل فريق من المختصين ويحتاج الفرد لإجراء تشخيص كامل للتقييم ومن ضمنها التشخيص الطبي والاجتماعي للتكيف والمهارات الحركية وتاريخ التواصل، ويتضمن الجزء الآخر من التقييم تقييم السلوك وملاحظته والتقييم الجسدي والتعليم المهني والتواصل.
ويوصف الاضطراب النمائي غير الشامل على انه أحد فئات «دون العتبى» بدون تعريف أو تحديد الحالة أكثر لأنها تشكل مشاكل منهجية في البحث لأن المجموعة التي تتلقى هذا التشخيص غير متجانسة نسبياً ومع ذلك يظهر العجز الفكري في الأطفال المصابين بالاضطراب النمائي غير الشامل أقل من الأطفال المصابين بالتوحد والذين يتلقون العلاج الوظيفي في وقت متأخر.

## التصنيفات الفرعية
تشير الدراسات بأن الشخص الذي يعاني من هذه الاضطرابات ينتمي إلى إحدى المجموعات الفرعية الثلاثة والمختلفة جداً:
- مجوعة عالية الأداء وتتكون من حوالي 25 بالمئة من المصابين وهم اللذين تتفاوت اعراض اضطرباتهم مع مرضى متلازمة اسبرجر ولكن تختلف من حيث وجود تأخر في اكتساب اللغة وضعف في الإدراك الطبيعي (ويستثنى تأخر الكلام وضعف الإدراك من مرضى متلازمة اسبرجر)
- المجموعة الأخرى وتتكون من حوالي25 بالمئة من المصابين والاعراض التي تحدث لهم تشبة اعراض اضطرابات التوحد ولكن لاتشمل جميع الاعراض
- المجوعة الكبرى وتشكل حوالي 50 بالمئة من نسبة المرضى وتتكون هذه المجموعة من اللذين تنطبق عليهم المعاير التشخيصة لإضطراب التوحد ولكن نمط السلوكيات المكررة خفيف بشكل ملحوظ.

## العلاج
ليس هناك علاج لهذه الحالة ولكن يمكن أن يؤثر التدخل الخارجي بشكل ايجابي ويعتقد أن العلاج المبكر والمكثف واستخدام الممارسات القائمة على الأدلة قذ تؤدي إلى تحسين النتائج ومعظم هذه الاستراتجيات الفردية في الغالب تكون تعليماً خاصا بدلا من كونه علاجا طبياً أو علاجاً دوائياً. وكذلك أسلوب العمل الجماعي بين الافراد الداعمة للمرضى تحقق أفضل النتائج.
بعض العلاجات والخدمات الداعمة والأكثر شيوعاً هي:
- الدعم البصري والبيئي وتوفير جداول بصرية
- تحليل السلوك التطبيقي
- عزل واختبار تجريبي وهذا يندرج تحت تحليل السلوك التطبيقي
- مشاركة الحوارات والقصص الاجتماعية
- العلاج الطبيعي والعلاج الوظيفي

## المصدر
Pervasive developmental disorder not otherwise specified